# 2635 Huggins
A 2635 Huggins (ideiglenes jelöléssel 1982 DS) a Naprendszer kisbolygóövében található aszteroida. Edward L. G. Bowell fedezte fel 1982. február 21-én.